# Slobodan Jovanović (Politiker)

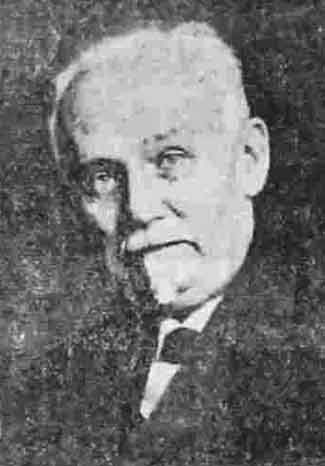
Slobodan Jovanović

Slobodan Jovanović (kyrillisch Слободан Јовановић; * 3. Dezember 1869 in Novi Sad, Österreich-Ungarn; † 12. Dezember 1958 in London) war ein jugoslawischer und serbischer Intellektueller, Jurist, Literat, Historiker und Politiker. Er war Professor und Rektor der Universität Belgrad und Präsident der Serbischen Akademie der Wissenschaften. Während des Zweiten Weltkriegs war er Premierminister der königlichen jugoslawischen Exilregierung.

## Leben
Slobodan Jovanović wurde als Sohn des liberalen Politikers Vladimir Jovanović und dessen Frau Jelena geboren. Er gilt als erster bekannter Träger des Vornamens Slobodan, sein Vater als dessen wahrscheinlicher Urheber.
Seine Ausbildung erhielt er in Belgrad, München und Zürich, schloss ein Jurastudium in Genf ab und studierte von 1890 bis 1892 als Postgraduierter Verfassungsrecht und Politikwissenschaft an der École libre des sciences politiques in Paris. 1892 trat er in den serbischen Staatsdienst und wurde 1893 zum politischen Attaché an der serbischen Mission im damaligen Konstantinopel ernannt, wo er einige Jahre blieb. In dieser Zeit begann er, Literaturkritiken in verschiedenen serbischen Zeitschriften zu veröffentlichen. Er verließ schließlich den diplomatischen Dienst, um sich seinen akademischen und literarischen Interessen zu widmen. 1897 wurde er zum Professor an der Rechtswissenschaftlichen Fakultät der Universität Belgrad berufen, wo er bis zu seiner Emeritierung 1940 blieb. 1913/14 und 1920/21 amtierte Jovanović als Rektor der Universität von Belgrad. Er wurde 1908 in die Königlich Serbische Akademie aufgenommen, deren Präsident er von 1928 bis 1931 war, sowie 1927 in die Jugoslawische Akademie der Wissenschaften in Zagreb. Er war Mitherausgeber und -arbeiter wichtiger serbischer Literaturzeitschriften.
Über vier Jahrzehnte lang lehrte Jovanović an der juristischen Fakultät und erwarb sich einen Ruf als Autorität auf dem Gebiet des Rechts und der Geschichte, aber auch der serbischen Sprache und Literatur. Die Themen, zu denen er publizierte, reichten von Kunst über Kultur zu Sozialwissenschaften und Politik. Er führte wiederholt neue Themenbereiche in die wissenschaftliche und öffentliche Diskussion in Serbien und Jugoslawien ein, etwa das Verhältnis zwischen Liberalismus und westlicher Demokratie, deren Anhänger er war, einerseits und den um sich greifenden totalitären Ideologien andererseits. Er war ein Kritiker der Reinen Rechtslehre Hans Kelsens.
Als anerkannte wissenschaftlich-kulturelle Autorität übte er in der Zwischenkriegszeit einen gewissen Einfluss auf das politische Leben im Königreich Jugoslawien aus. Persönlich politisch aktiv wurde er erst ab dem Jahr 1937 als Mitinitiator und erster Präsident des ursprünglich überparteilich angelegten Serbischen Kulturvereins (Srpski kulturni klub), der sich jedoch in der kurzen verbliebenen Zeitspanne bis zum Ausbruch des Zweiten Weltkriegs zunehmend politisierte.
Als am 27. März 1941 in Belgrad ein Militärputsch stattfand, der gegen die beschlossene Zusammenarbeit Jugoslawiens mit den Achsenmächten gerichtet war, wurde Jovanović stellvertretender Ministerpräsident in der neuen, pro-westlichen Regierung unter der Leitung von General Dušan Simović. Nach dem anschließenden Überfall des Dritten Reiches vom 6. April 1941 auf die Königreiche Jugoslawien und Griechenland floh Jovanović zusammen mit König Peter II. und anderen Kabinettsministern über Jerusalem nach London. In der dort eingerichteten jugoslawischen Exilregierung war er vom 11. Januar 1942 bis zum 26. Juni 1943 Premierminister. In seine Amtszeit fiel die Ernennung des im Lande gebliebenen königstreuen Offiziers Draža Mihailović zum Kriegsminister, der zunächst als Befehlshaber der alliierten Jugoslawischen Armee im Vaterland Widerstand gegen die Besatzer leistete, im Laufe des Krieges aber zunehmend mit diesen kollaborierte, um die, schließlich siegreiche, kommunistische Partisanen-Bewegung zu bekämpfen.
Nach dem Ende des Zweiten Weltkriegs wurde Jovanović 1946 durch die neuen Machthaber Jugoslawiens aufgrund dessen zum Staatsfeind erklärt und in Abwesenheit zu 20 Jahren Gefängnishaft und Zwangsarbeit verurteilt, enteignet und ausgebürgert. So verbrachte er die Jahre bis zu seinem Tode 1958 in der Londoner Emigration, wo er sich weiter politisch und schriftstellerisch betätigte.
Bereits 1932–1940 wurde Jovanović' Gesamtwerk in 17 Bänden herausgegeben. Obwohl seine Arbeiten im kommunistischen Jugoslawien nicht offiziell verboten waren, wurden sie bis Ende der 80er Jahre dort nicht mehr veröffentlicht und kaum rezipiert. Erst mit der politischen Wende in Europa begann in Serbien die inoffizielle Rehabilitation Jovanović' und die Wiedererschließung seines umfangreichen Werks. 1991 erschien eine 12-bändige Neuauflage seiner gesammelten Werke. In Serbien gilt er heute als einer der wichtigsten politischen Denker des 20. Jahrhunderts und wird vielfältig gewürdigt: seit 2002 ist sein Porträt auf der 5000-Dinar-Banknote abgebildet, seine Büste steht an der Belgrader Rechtswissenschaftlichen Fakultät, und der Platz vor dem Fakultätshauptgebäude trägt seit 2011 seinen Namen, als auch seine Gebeine feierlich auf den Belgrader Ehrenfriedhof umgebettet wurden. Die Verurteilung von 1946 wurde allerdings erst 2007 formell aufgehoben und Jovanović damit offiziell rehabilitiert.

## Schriften
- О суверености / O suverenosti [Über die Souveränität], Belgrad 1987.
- О дводомном систему / O dvodomnom sistemu [Über das Zweikammersystem], Belgrad 1899.
- Велика народна скупштина / Velika narodna skupština [Die Große Volksversammlung], Belgrad 1900.
- Српско-бугарски рат. Расправа из дипломатске историје / Srpsko-bugarski rat. Rasprava iz diplomatske istorije [Der Serbisch-Bulgarische Krieg. Eine Abhandlung aus der Diplomatiegeschichte], Belgrad 1901.
- Светозар Марковић / Svetozar Marković, Belgrad 1903.
- Основи правне теорије о држави / Osnovi pravne teorije o državi [Grundlagen der Rechtstheorie über den Staat], Belgrad 1906.
- Основи јавног права Краљевине Србије / Osnovi javnog prava Kraljevine Srbije [Grundlagen des öffentlichen Rechts des Königreichs Serbien], zwei Bände, Belgrad 1907–1909.
- Макиавели, Београд 1907 / Makiaveli [Macchiavelli], Belgrad 1907.
- Политичке и правне расправе / Političke i pravne rasprave [Politische und rechtliche Abhandlungen], zwei Bände, Belgrad 1908–1910.
- Уставобранитељи и њихова влада, Српска краљевска академија / Ustavobranitelji i njihova vlada, Srpska kraljevska akademija [Die Konstitutionalisten und ihre Regierung], Belgrad 1912.
- Университетско питање / Universitetsko pitanje [Die Universitätsfrage], Belgrad 1914.
- Вођи француске револуције / Vođi francuske revolucije [Anführer der Französischen Revolution], Belgrad 1920.
- О држави / O državi [Über den Staat], Belgrad 1922.
- Друга влада Милоша и Михаила / Druga vlada Miloša i Mihaila [Die zweite Regierung der Fürsten Miloš und Mihailo], Belgrad 1923.
- Уставно право Краљевине Срба, Хрвата и Словенаца / Ustavno pravo Kraljevine Srba, Hrvata i Slovenaca [Verfassungsrecht des Königreichs der Serben, Kroaten und Slowenen], Belgrad 1924.
- Влада Милана Обреновића / Vlada Milana Obrenovića [Die Herrschaft des Milan Obrenović], zwei Bände, Belgrad: Geca Kon 1926–1927.
- Влада Александра Обреновића / Vlada Aleksandra Obrenovića [Die Herrschaft des Alexander Obrenović], zwei Bände, Belgrad: Geca Kon 1929–1931.
- Из историје политичких доктрина / Iz istorije političkih doktrina [Aus der Geschichte der politischen Doktrinen], Belgrad 1935.
- Гледстон / Gledston [Gladstone], Belgrad: Jugo-Istok 1938.
- Амерички федерализам / Američki federalizam [Der amerikanische Föderalismus], Belgrad 1939.
- Примери политичке социологије, Енглеска, Француска, Немачка 1815–1914 / Primeri političke sociologije, Engleska, Francuska, Nemačka 1815–1914 [Beispiele für politische Soziologie: England, Frankreich und Deutschland, 1815–1914], Belgrad 1940.
- О тоталитаризму / O totalitarizmu [Über den Totalitarismus], Paris: Oslobođenje 1952.
- Један прилог за проучавање српског националног карактера / Jedan prilog za proučavanje srpskog nacionalnog karaktera [Ein Beitrag zum Studium des serbischen Nationalcharakters], Windsor/Kanada 1964.
- Записи о проблемима и људима, 1941–1944 / Zapisi o problemima i ljudima, 1941–1944 [Notizen zu Problemen und Einzelpersonen, 1941–1944], London 1976.

Schriften auf Englisch
- Slobodan Jovanovich, Tito and the Western World (Nachdruck aus The Eastern Quarterly), London 1952, S. 6.
- Slobodan Jovanovich, On the New Machiavellism (Nachdruck aus The Eastern Quarterly), London 1952, S. 5.